# Dissocarpus
Dissocarpus là chi thực vật có hoa trong họ Amaranthaceae.